# Dinetus cereolus
Dinetus cereolus (лат.) — вид песочных ос (Crabronidae) рода Dinetus. Египет и Марокко.

## Описание
Мелкие осы (менее 1 см). От близких видов отличается следующими признаками: тело самок преимущественно жёлтого цвета с чёрными и рыжими пятнами; усики и ноги жёлтые (кроме дорсальных полосок на задних бёдрах); мезонотум чёрный; третий членик жгутика усиков самок полностью желтовато-коричневый, флагеломеры II+III длиннее скапуса; передний вертлуг самцов без мелкого зубца. Проподеум в заднебоковой части в заметном коротком серебристом опушении. Глаза не соприкасаются друг с другом, но соприкасаются с основанием мандибул. Жвалы с выемкой внизу. Развит псаммофор. В передних крыльях 2 субмаргинальные ячейки. Предположительно, как и другие близкие виды своего рода охотится на клопов (Heteroptera) и цикадок (Cicadinea), которых запасают для своего потомства в земляных гнёздах. Вид был впервые описан в 1897 году.